# John Aquilina

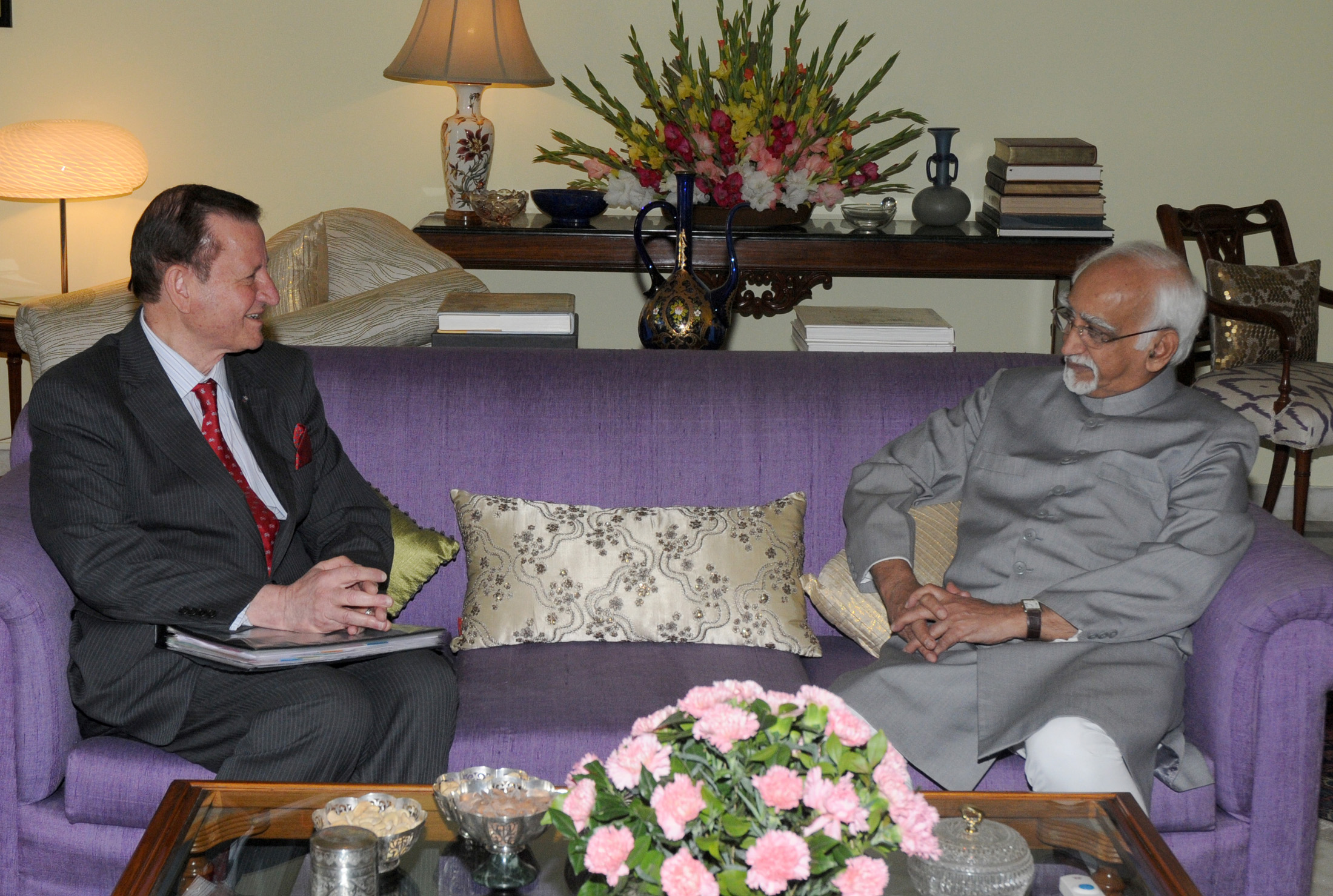
John Aquilina (links) als Hochkommissar von Malta in Indien im Gespräch mit dem Vizepräsidenten Indiens Mohammad Hamid Ansari (7. März 2014).

The Honourable John Joseph Aquilina, AM (* 12. März 1950 in Malta) ist ein australischer Politiker der Australian Labor Party ALP sowie maltesischer Diplomat, der zwischen 1981 und 2011 mehr als 29 Jahre lang Mitglied im Parlament von New South Wales war, verschiedene Ministerämter bekleidete und von 2003 bis 2007 Sprecher der Legislativversammlung war. Nach seinem Ausscheiden aus dem Parlament war er für sein Geburtsland Malta als Diplomat tätig und zunächst zwischen 2013 und 2015 Hochkommissar in Indien und Bangladesch sowie Botschafter in Nepal und zuletzt von 2015 bis 2013 Botschafter in der Volksrepublik China.

## Leben

### Lehrer, Mitglied des Parlaments von New South Wales und Minister
John Joseph Aquilina wanderte mit seinen Eltern 1956 von Malta nach Australien aus und absolvierte nach dem Schulbesuch ein grundständiges Studium, das er mit einem Bachelor of Arts (B.A.) beendete. Anschließend begann er ein Lehramtsstudium für die Fächer Geschichte und Englisch an der Universität Sydney, welches er 1971 mit einem Diploma of Education (Dip.Ed.) abschloss. Während seines Studiums leistete er zwischen 1968 und 1970 Wehrdienst im Sydney University Regiment und unterrichtete nach Abschluss seines Studiums von 1971 bis 1981 als Lehrer für Geschichte und Englisch an einer High School. Er engagierte sich des Weiteren als Fellow des Australian College of Educators (FACE), der Australischen Hochschule für Pädagogik. Während seines Studiums trat er 1970 der Australian Labor Party ALP als Mitglied bei und engagierte sich unter anderem als Sekretär des Ortsvereins Blacktown. Seine politische Laufbahn begann er in der Kommunalpolitik 1977 als Mitglied des Gemeinderates beziehungsweise von 1979 bis 1983 als Mitglied des Stadtrates von Blacktown City und war von 1977 bis 1981 Bürgermeister von Blacktown sowie zwischen 1979 und 1981 als Mitglied der dortigen Kommission für ethnische Angelegenheiten, der Ethnic Affairs Commission.
Am 19. Januar 1981 wurde Aquilina für die ALP erstmals Mitglied im Parlament von New South Wales und vertrat in der dortigen Legislativversammlung (Legislative Assembly) anfangs bis zum 3. Mai 1991 den Wahlkreis Blacktown sowie im Anschluss zwischen dem 25. Mai 1991 und dem 4. März 2011 den Wahlkreis Riverstone. Er war zwischen dem 23. Januar 1985 und dem 5. Februar 1986 Vorsitzender des Rechnungsprüfungsausschusses (Public Accounts Committee).
Am 6. Februar 1986 übernahm John Aquilina im Kabinett von Premierminister Neville Wran sein erstes Regierungsamt und fungierte bis zum 4. Juli 1986 als Minister für natürliche Ressourcen (Minister for Natural Resources). Im darauf folgenden Kabinett von Barrie Unsworth, Wrans Nachfolger als Premierminister, war er zwischen dem 4. Juli 1986 und dem 21. März 1988 sowohl Minister für Jugend und Gemeinwesen (Minister for Youth and Community Services) als auch stellvertretender Minister für ethnische Angelegenheiten (Assistant Minister for Ethnic Affairs).

### Oppositionsjahre, weitere Ministerämter und Sprecher der Legislativversammlung
Nach der Niederlage der Labour Party bei den Wahlen vom 19. März 1988 war Aquilina als Shadow Leader of the House bis Januar 1989 Vorsitzender der oppositionellen Fraktion der Arbeiterpartei. Zugleich fungierte er im Schattenkabinett seiner Partei von 1988 bis 1995 als Shadow Minister for Education, Training and Youth Affairs zuständig für Bildung, Ausbildung und Jugend sowie in Personalunion zwischen 1988 und 1995 als Assistant Shadow Minister for Ethnic Affairs stellvertretender Verantwortlicher für ethnische Angelegenheiten.
Nach dem Sieg der Labour Party bei den Wahlen am 25. März 1995 wurde er in das Kabinett des neuen Premierministers Bob Carr berufen und war anfangs vom 4. April 1995 bis zum 21. November 2001 Minister für Bildung und Ausbildung (Minister for Education and Training) sowie zudem zwischen dem 4. April 1995 und dem 8. April 1999 als Minister Assisting the Premier on Youth Affairs Beigeordneter Minister beim Premierminister für Jugendangelegenheiten. Im Zuge einer Kabinettsumbildung übernahm er anschließend vom 21. November 2001 bis zum 2. April 2003 in Personalunion die Ämter als Minister für fairen Handel (Minister for Fair Trading) und als Minister für Land- und Wasserschutz (Minister for Land and Water Conservation).
Als Nachfolger von John Murray übernahm John Aquilina am 29. April 2003 den Posten als Speaker of the Legislative Assembly und war damit bis zu seiner Ablösung durch Richard Torbay am 7. Mai 2007 Sprecher der Legislativversammlung des Parlaments von New South Wales. Als solcher war er zugleich zwischen dem 8. Mai 2003 und dem 2. März 2007 kraft Amtes Vorsitzender des Geschäftsordnungs- und Verfahrensausschusses (Standing Orders and Procedure Committee). Daneben war er vom 27. Mai 2003 bis zum 21. Dezember 2004 auch Vertreter der Legislativversammlung im Senat der Universität Sydney, ein Amt, das mit Inkrafttreten des Gesetzes zur Änderung des Universitätsgesetzes (University Legislation Amendment Act) 2004 aufgelöst wurde, sowie zwischen 2003 und 2006 Vorstandsmitglied des Staatsarchivs und der Archivbehörde (State Archives and Records Authority). Als dienstältestes Parlamentsmitglied war er zudem zwischen 2003 und 2011 Father of the Parliament sowie Father of the Assembly.

### Leader of the Houseund maltesischer Diplomat
In seiner letzten Legislaturperiode war Aquilina vom 4. Mai 2007 bis zum 4. März 2011 als Leader of the House Vorsitzender der regierenden Labour-Fraktion in der Legislativversammlung. In dieser Funktion gehörte er den Kabinetten der Premierminister Morris Iemma (4. Mai 2007 bis 5. September 2008), Nathan Rees (5. September 2008 bis 4. Dezember 2009) und Kristina Keneally (4. Dezember 2009 bis 28. März 2011) formal als Parlamentarischer Staatssekretär beim Premierminister (Parliamentary Secretary Assisting the Premier) an. Er engagierte sich ferner als Mitglied des Aufsichtsrates der Sydney Grammar School, als Fellow des Senats der Universität Sydney, als Ehrenamtlicher Mitarbeiter der Graduiertenschule für Regierungswissenschaften der Universität Sydney, als Mitglied des Beratungsgremiums des Sydney Conservatorium of Music, als Mitglied auf Lebenszeit des Royal Institute for Deaf and Blind Children (RIDBC), des Königlichen Instituts für gehörlose und blinde Kinder, sowie seit 1983 als Mitglied des Lions Club von Blacktown City. Für seine Verdienste wurde er Mitglied des Order of Australia (AM).
Nach seinem Ausscheiden aus dem Parlament war er für sein Geburtsland Malta als Diplomat tätig und zunächst zwischen 2013 und 2015 Hochkommissar in Indien und Bangladesch sowie Botschafter in Nepal und zuletzt von 2015 bis 2013 Botschafter in der Volksrepublik China. Aus seiner geschiedenen ersten Ehe mit Anne Aquilina gingen zwei Söhne und eine Tochter hervor. Am 13. Mai 2006 heiratete er in zweiter Ehe Ann Aquilina.